# Aérospatiale (Nord) 262
El Nord N 262, también conocido como Aérospatiale Frégate en su variante militar, es un avión comercial propulsado por dos motores turbohélice para viajes regionales y trayectos de corta duración, fabricado en Francia en un principio por Nord Aviation, pasando a ser producido a partir de 1970 por Aérospatiale, cuando Nord se fusionó en la misma. 

## Diseño y desarrollo

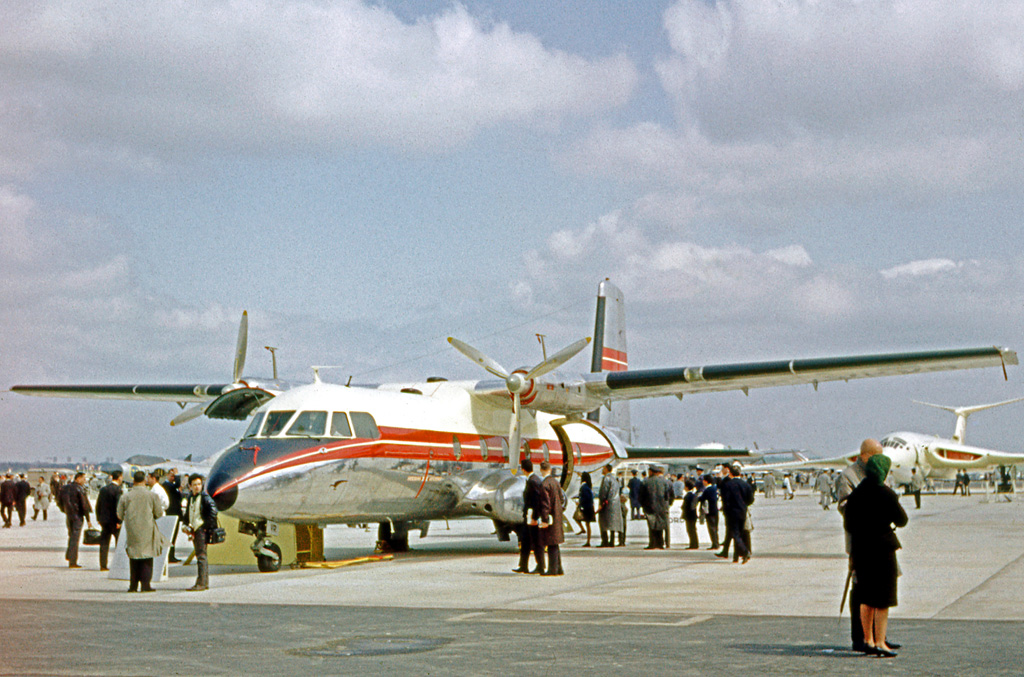
Prototipo de Nord 262 en el Paris Air Show de 1963

El Nord N 262 fue diseñado originalmente con el objetivo de reemplazar a los Douglas DC-3 y C-47 Skytrain. Estaba basado en el prototipo desarrollado por el diseñador Max Holste, denominado Max Holste MH-250 Super Broussard, derivado del Max Holste MH.1521 Broussard, cuyo primer vuelo tuvo lugar el 20 de mayo de 1959. El diseño original de Max Holste se caracterizaba por ser una aeronave con un fuselaje con formas cuadradas, equipado con dos motores radiales Pratt & Whitney Wasp. 
Max Holste prefirió abandonar el desarrollo del MH-250, en favor de una versión con turbopropulsor, para lo que llegó a evaluar plantas motrices diferentes : Turbomeca Bastan (MH.260), Armstrong-Siddeley P182 (MH.270) y Lycoming T-53 (MH.280). Max Holste decidió optar por la opción de Turbomeca, ya que era la única que podía ser apoyada oficialmente en Francia. Además, la Société des Avions Max Holste no disponía de los medios industriales necesarios para desarrollar este avión por sí sola, por lo que el 5 de octubre de 1959, firmó un primer acuerdo industrial con Nord Aviation. El prototipo (MH.260-01 F-WJDV) realizó su primer vuelo en Reims el 29 de julio de 1960, equipado con dos Turboméca Bastan IIIA de 930 cv.
Posteriormente, la compañía aeronáutica Nord Aviation continuó con el desarrollo del prototipo, ya denominado como N260. En mayo de 1961 fueron publicadas nuevas normativas aeronáuticas tanto en Francia (AIR 2051) como en los Estados Unidos (CAR 4 B). En consecuencia, en Nord Aviation se dieron cuenta de que era necesario mejorar el aparato, así como dotarlo de presurización, algo indispensable en un avión comercial al comienzo de los años 60. Es por tanto que el fuselaje fue totalmente rediseñado, dando lugar al N262. Esta versión adoptaba una sección circular, mejor adaptada para la presurización de la cabina.
Construido en Châtillon-sous-Bagneux y ensamblado en Melun-Villaroche, el prototipo del nuevo N262 (N262-01 F-WKVR) despegó el 24 de diciembre de 1962. La aeronave recibió su certificado de aeronavegabilidad el 16 de julio de 1964, y entró en servicio comercial con la aerolínea francesa Air Inter. A pesar de estar diseñada para el mercado civil, la mayoría de las ventas se realizaron para el mercado militar. 
En 1970, Sud Aviation y Nord Aviation se fusionaron para formar la Société Nationale Industrielle Aérospatiale, que siguió con la fabricación del Nord 262, rebautizado como Aérospatiale Frégate. Un total de 110 ejemplares fueron fabricados, hasta el año 1976, que marcó el fin de la producción. 
Esta modesta cantidad de ejemplares fabricados fueron importantes para el futuro de Aérospatiale. El N262 permitió al fabricante aeronáutico posicionarse en el mercado de los aviones de transporte regional, así como adquirir experiencia para el desarrollo de los aviones ATR 42 y ATR 72.

## Componentes
Francia

### Propulsión
| Sistema | País               | Fabricante | Notas      |
| ------- | ------------------ | ---------- | ---------- |
| Motor   | Bandera de Francia | Turbomeca  | 2 × Bastan |

## Variantes

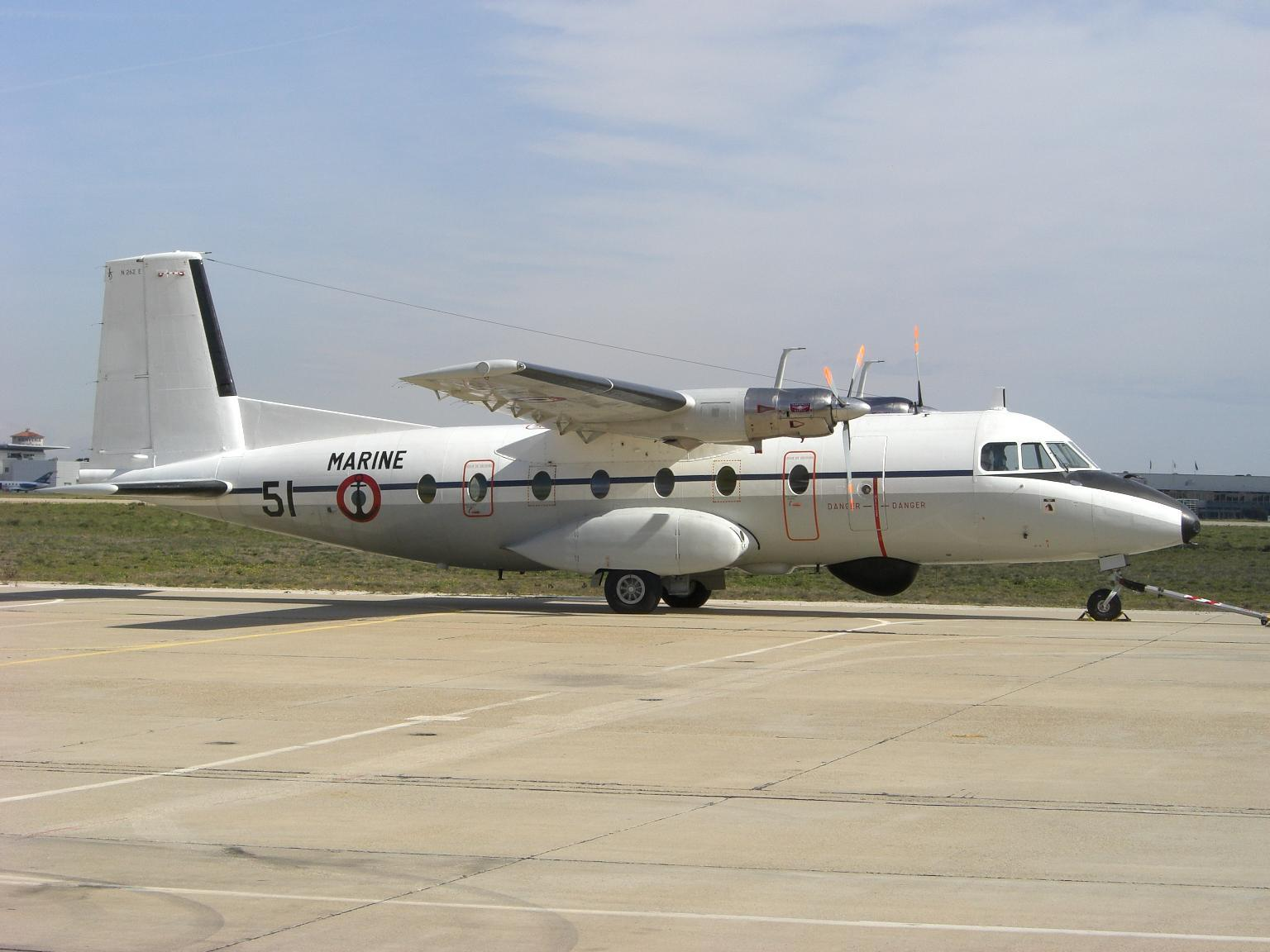
N262E de la Aviation Navale.

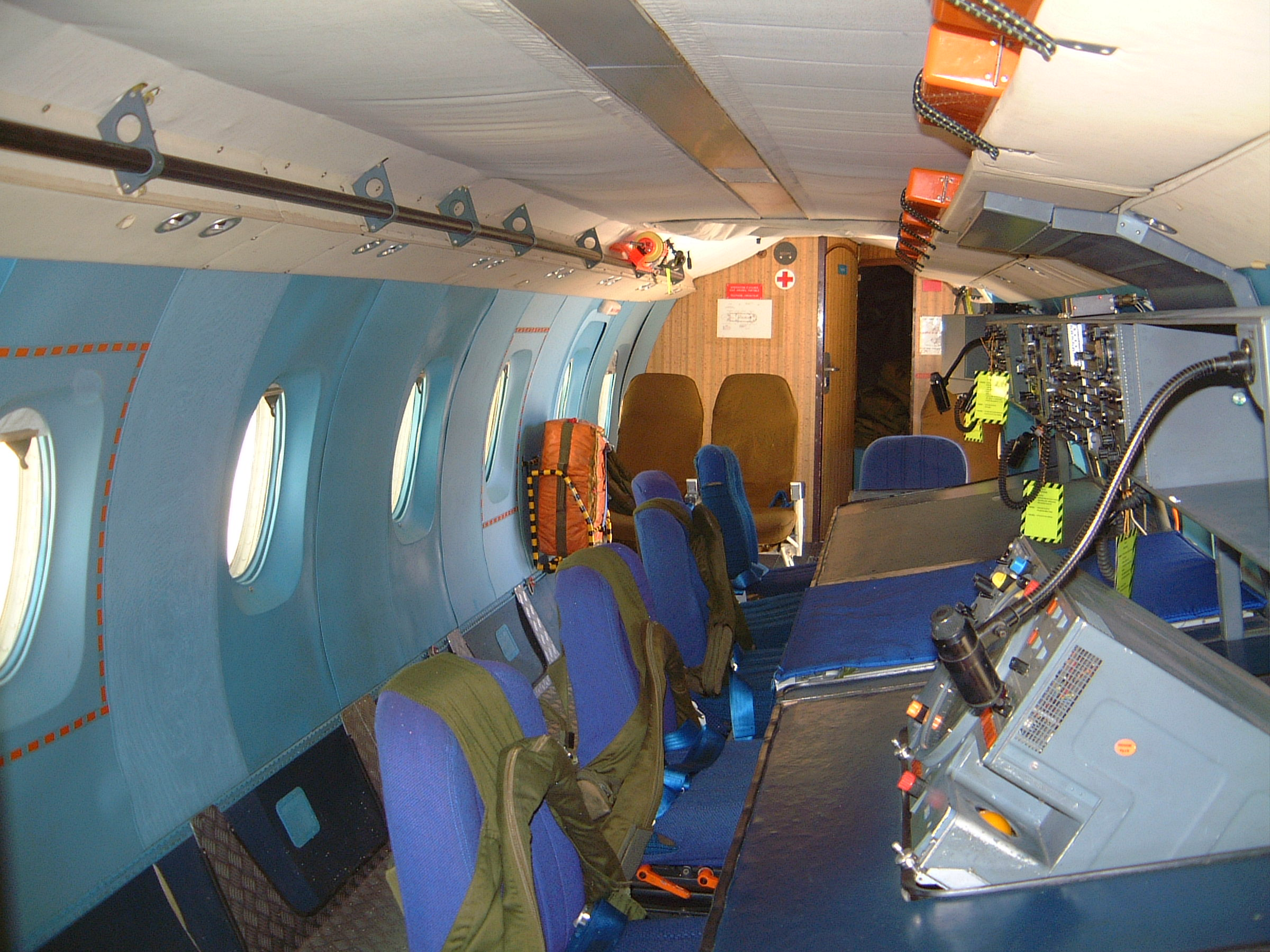
Interior de un N262E de la Aviation Navale.

Max Holste MH.250 Super Broussard
Prototipo para 17 pasajeros.
Max Holste MH.260
Variante del MH.250.
N 262
Prototipo y versión de producción inicial.
N 262A
Versión con motores Turbomeca Bastan VIC.
N 262B
Cuatro unidades pedidas por Air Inter.
N 262C Frégate
Versión con motores Turbomeca Bastan VIIC y mayor envergadura.
N 262D Frégate
Versión del N-262C para la Fuerza Aérea Francesa.
N 262E
Versión de patrulla marítima y transporte para la Aviation Navale.

## Operadores

### Civiles

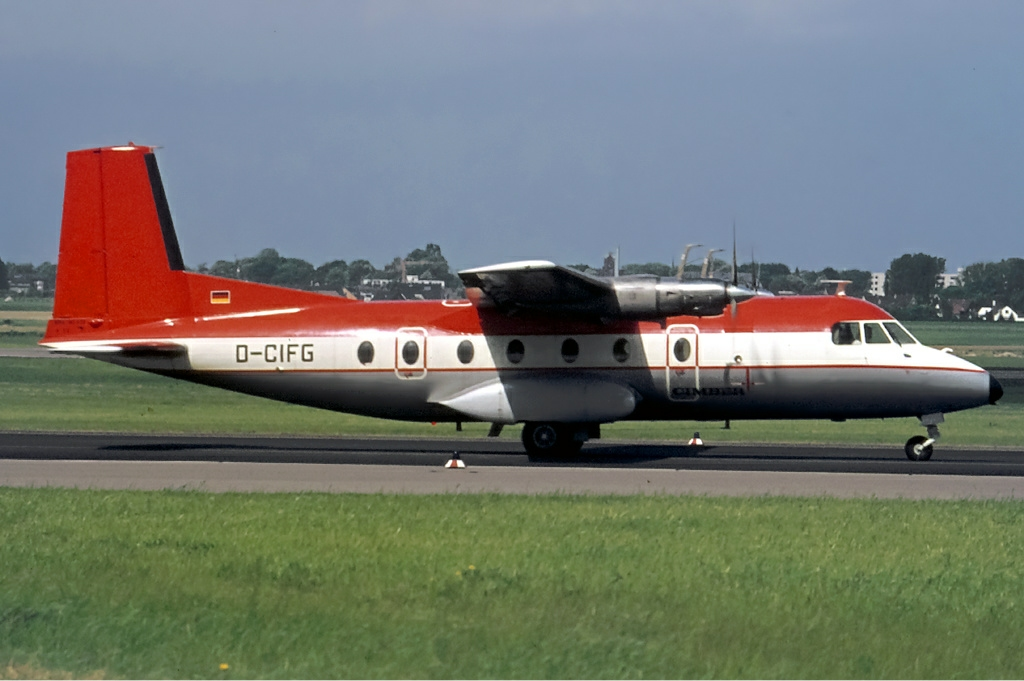
Nord 262A de Cimber Air.

Un total de 5 aeronaves Nord 262 permanecen en servicio con diversas aerolíneas civiles:
- Equatorial International Airlines (1),
- International Trans Air Business (1),
- Trans Service Airlift (1),
- Malu Aviation (1)
- RACSA (1).[2]

### Militares

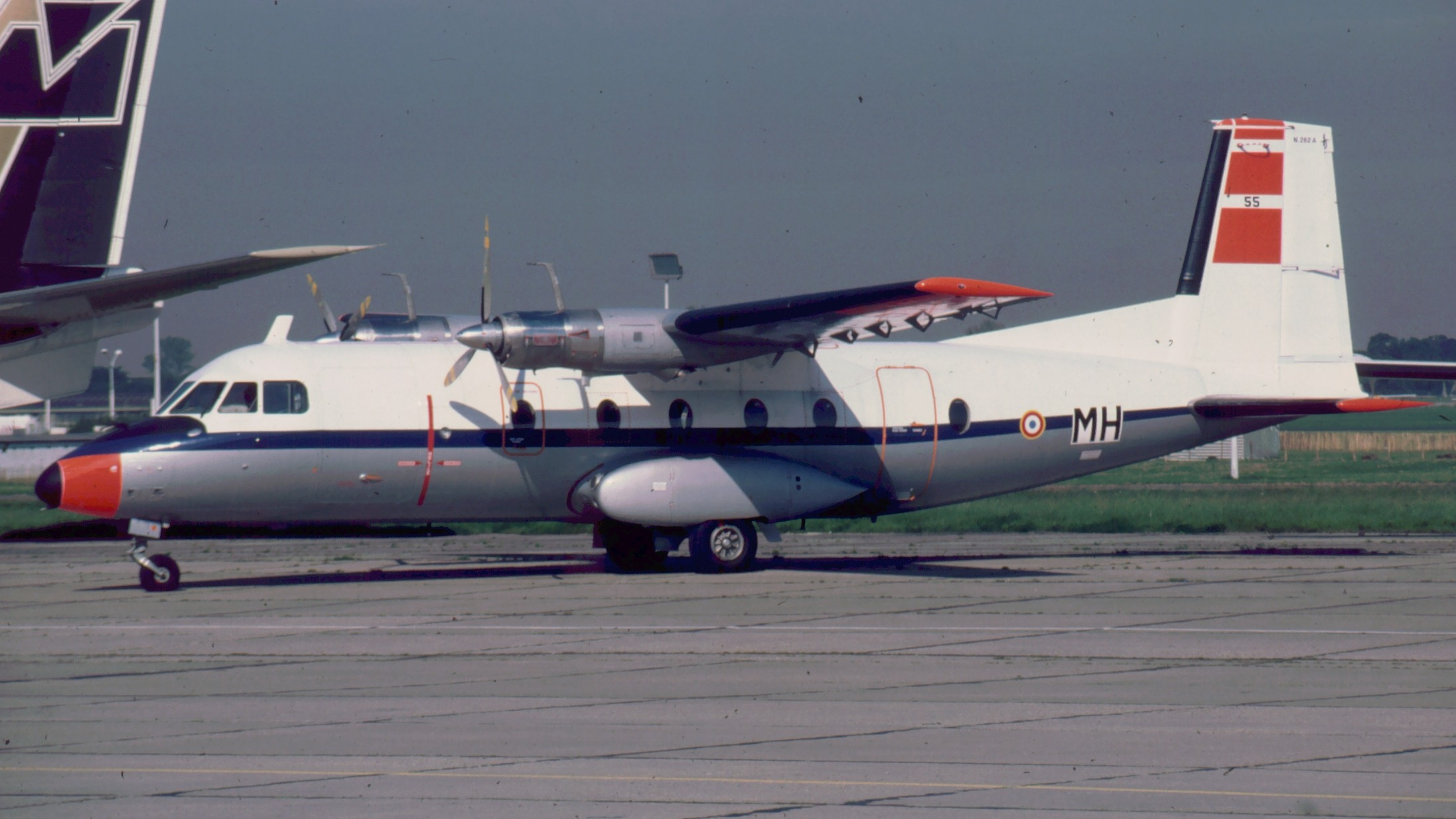
Un N 262A del Centre d'Essais en Vol en 1981.

| Angola Burkina Faso República del Congo | Francia - Fuerza Aérea Francesa - Aviation Navale | Gabón |

### Antiguos operadores
- Air Ceylon
- Aerovías
- Air Inter
- Alisarda
- Allegheny Airlines
- Cimber Air
- Dan-Air
- IFG Interregional Fluggesellschaft
- Lake Central Airlines
- Linjeflyg
- Mohawk Air Service
- Tempelhof Airways
- Rhein Air
- National Commuter Airlines
- Widerøe
- Swift Aire

## Especificaciones (Nord 262A)
Referencia datos: Jane's All The World's Aircraft 1965–66

### Características generales
- Tripulación: 2 pilotos
- Capacidad: 29 pasajeros
- Longitud: 19,3 m (63,3 ft)
- Envergadura: 21,9 m (71,9 ft)
- Altura: 6,2 m (20,4 ft)
- Superficie alar: 55 m² (592 ft²)
- Perfil alar: NACA 23016 en raíz, NACA 23012 en punta
- Peso vacío: 6654 kg (14 665,4 lb)
- Peso máximo al despegue: 10 300 kg (22 701,2 lb)
- Planta motriz: 2× Turbohélice Turbomeca Bastan VI C.
  - Potencia: 794 kW (1095 HP; 1080 CV) cada uno.
- Hélices: 1× Tripala por motor.

### Rendimiento
- Velocidad nunca excedida (Vne): 498 km/h (309 MPH; 269 kt)
- Velocidad máxima operativa (Vno): 385 km/h (239 MPH; 208 kt)
- Velocidad crucero (Vc): 360 km/h (224 MPH; 194 kt)
- Velocidad de entrada en pérdida (Vs): 128 km/h (80 MPH; 69 kt)
- Alcance: 1.110 km
- Techo de vuelo: 7300 m
- Régimen de ascenso: 6,3 m/s (1240 ft/min)

### Aeronaves similares
- Dornier Do 228
- Embraer EMB 110 Bandeirante
- De Havilland Canada DHC-6 Twin Otter
- Let L-410 Turbolet
- Harbin Y-12
- CASA C-212 Aviocar
- Beechcraft 1900
- NAMC YS-11
- IAI Arava
- Fokker F27
- PZL M28
- Handley Page Jetstream
- Hawker Siddeley HS 748
- Short SC.7 Skyvan
- Britten-Norman Trislander
- Antonov An-28